# Siham Benchekroun
Siham Benchekroun est une romancière, nouvelliste et poétesse marocaine.

## Biographie
Native de Fès, elle obtient son Baccalauréat scientifique au Lycée mixte de Fès et poursuit des études de médecine au Maroc, à Rabat puis à Casablanca. Pionnière dans le journalisme médical marocain, elle fonde en 1992 le premier groupe de presse marocain spécialisé dans la santé et y occupe les fonctions d'éditorialiste et de directrice de publication. Elle édite d’abord une revue destinée au corps médical, Espérance Médicale, puis d’autres revues professionnelles (pharmaciens, dentistes, sages-femmes). Elle cède ce groupe en 2008. 
En tant que médecin, Siham Benchekroun se spécialise dans les thérapies cognitivo-comportementales et les thérapies psycho-corporelles (hypnose, relaxologie). Elle soutient notamment un mémoire universitaire sur la prise en charge traditionnelle des troubles sexuels féminins.
Sa carrière d'écrivain démarre par un premier roman, Oser vivre, publié en 1999. C’est un succès de librairie (une dizaine de rééditions depuis sa parution). Il est également étudié dans des écoles et des universités[réf. nécessaire] (école HEM de Casablanca, Facultés de lettres de Fes, Casablanca, Kenitra…), et figure au programme de manuels scolaires francophones et arabophones. Il donne lieu à plusieurs travaux académiques.
Suit la publication, en 2000, d'un recueil de poèmes, À Toi, puis en 2003, d'un recueil de nouvelles, Les Jours d'Ici. Ces trois ouvrages ont été traduits et publiés en langue Arabe. 
En octobre 2008 paraît son deuxième roman, Chama, sorte de miroir au masculin du précédent, un nouveau travail de réflexion sur le couple, l’amour, la jalousie et la découverte de l’altérité.
Écrivain et poétesse de l’intime, elle poursuit son cheminement sur ces sujets par la publication en 2012 d’un recueil de nouvelles, Amoureuses ("Coup de cœur des étudiants" du Prix Grand Atlas 2012), un ouvrage dédié à la passion amoureuse au féminin dans ses diverses facettes, ses zones d’ombre et de lumière.
Siham Benchekroun s’est également intéressé à la conservation du patrimoine oral et a publié, en 2013, Contes de Tétouan, un recueil des vieux contes populaires du nord du Maroc, où les textes recueillis dans le vieux parler local ont été traduits en langue française.
Au niveau associatif, elle a été directrice de l'Association Marocaine de Lutte Contre le Cancer, secrétaire générale de la Société marocaine d'étude de la douleur, chef de file de la Commission Santé dans l'Association marocaine pour la lutte contre la corruption (Transparency Maroc), présidente de l'Association Blouses blanches pour la Palestine, consultante bénévole pour l’amélioration des conditions de vie psycho-affective d’enfants privés de famille et pour le soutien psychologique des puéricultrices et parents adoptants (Orphelinat Mahd El Baraà, Tetouan), et psychothérapeute dans une association féminine de lutte contre l’analphabétisme et une association de lutte contre la violence faite aux femmes.
En 2017, elle initie, dirige et publie son premier essai, un livre collectif sur la problématique de l’héritage des femmes musulmanes et choisit le Maroc comme base d’étude et de référence. Intitulé “L’Héritage des Femmes, Réflexion pluridisciplinaire sur l’héritage au Maroc”, il sera édité en arabe de façon simultanée à l’édition française “Mirath An-Nissae”, puis en anglais “Women’s inheritance” en 2018. Ce projet a impliqué 23 experts de diverses disciplines (théologie, sciences juridiques, sciences politiques, économie, psychologie, sociologie, anthropologie, sciences de l'éducation) ainsi que 15 traducteurs. Il a été très largement médiatisé et relayé par la presse marocaine et internationale,,,,,,.
En 2018, elle initie une vaste campagne, soutenue par les auteurs du livre collectif, contre l’héritage par ta’sib, une règle qui oblige les héritières n’ayant pas de frères à partager leurs biens avec des parents mâles du défunt,. Le 21 mars 2018, dans la presse papier et en ligne, un Appel pour l’abrogation  de la règle successorale du ta’sib est signé par une centaine d’intellectuels marocains, auteurs, universitaires, chercheurs en pensée islamique, artistes, militants associatifs, membres de la société civile engagés dans les droits humains,. Elle lance parallèlement une pétition en ligne qui recueille un millier de signatures par jour durant la première semaine. De nombreux débats et interventions dans les réseaux sociaux suivront ces actions.
Le 30 novembre 2018, elle reçoit un hommage d’Amnesty International pour son activisme, à l’occasion de la journée internationale des femmes défenseures des droits humains.

## Œuvres
- Oser vivre, roman, Casablanca: Eddif, 1999, 272 pages. Empreintes Edition 2004, 288 pages, Edition en arabe : An Ahya, Empreintes Edition, 2002, traduction par Abdelhadi Idrissi, 288 pages.
- A toi, poèmes (édition bilingue), Casablanca, Empreintes Edition, 2000, 82 pages. Publication conjointe de la traduction arabe Ilayka, par Salaheddine El Ouadie
- Les Jours d’ici, nouvelles, Casablanca, Empreintes Edition, 2003, 178 pages. Edition en arabe : Bayna Nnass, Empreintes Edition, 2006, traduction par Abdelhadi Idrissi, 120 pages.
- Le récit féminin au Maroc, collectif, Rennes, Presses Universitaires de Rennes, 2005.
- Chama, roman, Empreintes Edition, 2008, 134 pages.
- Amoureuses, nouvelles, Empreintes Edition, 2012, 178 pages.
- Contes de Tétouan, contes populaires recueillis d’après la tradition orale et traduits en langue française, (édition bilingue) Terre Rouge, 2013, 142 pages. Edition en espagnol : Cuentos de Tetuan, Editions de l'Université de Grenade, 2017.
- L'héritage des femmes. Réflexion pluridisciplinaire sur l'héritage au Maroc, essai collectif, Empreintes Edition, 2017, 272 pages. Edition en arabe : Mirath Al Nissae, Empreintes Edition, 2017. Edition en  anglais: Women's inheritance, Empreintes Edition, 2018.